# Liga Nogometnog saveza područja Slavonski Brod 1974./75.
Liga Nogometnog saveza područja Slavonski Brod, također i kao Područna liga Slavonski Brod, Područna liga NSP Slavonski Brod je bila liga petog stupnja nogometnog prvenstva Jugoslavije u sezoni 1974./75. 
 
Sudjelovalo je 14 klubova, a prvak je bio "Borac" iz Podvinja. 
 
U ligi su također sudjelovali i klubovi s područja Bosanskog Broda u Bosni i Hercegovini.  

## Ljestvica
| mj. | klub                                           | ut. | pob. | ner. | por. | gol+ | gol- | bod |
| --- | ---------------------------------------------- | --- | ---- | ---- | ---- | ---- | ---- | --- |
| 1.  | Borac Podvinje                                 | 26  |      |      |      | 90   | 29   | 42  |
| 2.  | Mladost Kričanovo                              | 26  |      |      |      | 78   | 37   | 37  |
| 3.  | Vinogorac (Slavonski Brod – Brodsko Vinogorje) | 26  |      |      |      | 43   | 44   | 31  |
| 4.  | Graničar Brodski Varoš                         | 26  |      |      |      | 41   | 30   | 30  |
| 5.  | Ukrina Novo Selo                               | 26  |      |      |      | 41   | 45   | 27  |
| 6.  | Sloga Gromačnik                                | 26  |      |      |      | 37   | 40   | 27  |
| 7.  | Oriolik Oriovac                                | 26  |      |      |      | 34   | 41   | 25  |
| 8.  | Željezničar (Bosanski Brod – Tulek)            | 26  |      |      |      | 42   | 36   | 25  |
| 9.  | Budućnost Donji Andrijevci                     | 26  |      |      |      | 43   | 47   | 24  |
| 10. | Posavac Ruščica                                | 26  |      |      |      | 45   | 39   | 33  |
| 11. | Graničar Slavonski Šamac                       | 26  |      |      |      | 62   | 71   | 23  |
| 12. | Slobodnica                                     | 26  |      |      |      | 54   | 72   | 20  |
| 13. | Bratstvo Vranovci                              | 26  |      |      |      | 35   | 63   | 17  |
| 14. | Posavina Velika Kopanica                       | 26  |      |      |      | 29   | 85   | 7   |

- "Mladost" Kričanovo, "Ukrina" Novo Selo i "Željezničar" (Bosanski Brod – Tulek) – klubovi iz Bosne i Hercegovine

## Rezultatska križaljka
| kratica | klub                                           | BOR | BRA | BUD | GRABV | GRASŠ | MLA | ORI | POSA | POSI | SLOB | SLOG | UKR | VIN | ŽELJ |
| --- | ---------------------------------------------- | --- | --- | --- | ----- | ----- | --- | --- | ---- | ---- | ---- | ---- | --- | --- | ---- |
| BOR | Borac Podvinje                                 |     |     |     |       |       |     |     |      |      |      |      |     |     |      |
| BRA | Bratstvo Vranovci                              |     |     |     |       |       |     |     |      |      |      |      |     |     |      |
| BUD | Budućnost Donji Andrijevci                     |     |     |     |       |       |     |     |      |      |      |      |     |     |      |
| GRABV | Graničar Brodski Varoš                         |     |     |     |       |       |     |     |      |      |      |      |     |     |      |
| GRASŠ | Graničar Slavonski Šamac                       |     |     |     |       |       |     |     |      |      |      |      |     |     |      |
| MLA | Mladost Kričanovo                              |     |     |     |       |       |     |     |      |      |      |      |     |     |      |
| ORI | Oriolik Oriovac                                |     |     |     |       |       |     |     |      |      |      |      |     |     |      |
| POSA | Posavac Ruščica                                |     |     |     |       |       |     |     |      |      |      |      |     |     |      |
| POSI | Posavina Velika Kopanica                       |     |     |     |       |       |     |     |      |      |      |      |     |     |      |
| SLOB | Slobodnica                                     |     |     |     |       |       |     |     |      |      |      |      |     |     |      |
| SLOG | Sloga Gromačnik                                |     |     |     |       |       |     |     |      |      |      |      |     |     |      |
| UKR | Ukrina Novo Selo                               |     |     |     |       |       |     |     |      |      |      |      |     |     |      |
| VIN | Vinogorac (Slavonski Brod – Brodsko Vinogorje) |     |     |     |       |       |     |     |      |      |      |      |     |     |      |
| ŽELJ | Željezničar (Bosanski Brod – Tulek)            |     |     |     |       |       |     |     |      |      |      |      |     |     |      |
| |                                                |     |     |     |       |       |     |     |      |      |      |      |     |     |      |
| podebljan rezultat - utakmice od 1. do 13. kola (1. utakmica između klubova) rezultat normalne debljine - utakmice od 14. do 26. kola (2. utakmica između klubova) rezultat nakošen - nije vidljiv redoslijed odigravanja međusobnih utakmica iz dostupnih izvora rezultat smanjen * - iz dostupnih izvora nije uočljiv domaćin susreta prekrižen rezultat - poništena ili brisana utakmica p - utakmica prekinuta 3:0 p.f. / 0:3 p.f. - rezultat 3:0 bez borbe |                                                |     |     |     |       |       |     |     |      |      |      |      |     |     |      |

 Izvori:

## Unutarnje poveznice
- Slavonska zona – Posavska skupina 1974./75.
- Liga NSP Nova Gradiška 1974./75.
- Liga NSP Slavonska Požega 1974./75.
- Područna liga NSP Vinkovci 1974./75.